# Tipula (Tipula) kleinschmidti
Tipula (Tipula) kleinschmidti is een tweevleugelige uit de familie langpootmuggen (Tipulidae). De soort komt voor in het Palearctisch gebied.